# Арапутанга
Арапутанга (порт. Araputanga) — муниципалитет в Бразилии, входит в штат Мату-Гросу. Составная часть мезорегиона Юго-запад штата Мату-Гроссу. Входит в экономико-статистический микрорегион Жауру. Население составляет 14 499 человек на 2006 год. Занимает площадь 1602,731 км². Плотность населения — 9,0 чел./км².
Праздник города — 23 мая.

## Статистика
- Валовой внутренний продукт на 2003 год составляет 144 885 451,00 реалов (данные: Бразильский институт географии и статистики).
- Валовой внутренний продукт на душу населения на 2003 год составляет 10 260,28 реалов (данные: Бразильский институт географии и статистики).
- Индекс развития человеческого потенциала на 2000 год составляет 0,754 (данные: Программа развития ООН).